# Trappistenabtei Westmalle
Die Abtei Westmalle  (lateinische: Abbatia B. M. a Sanctissimo Corde Jesu; niederländisch: Abdij van Onze-Lieve-Vrouw van het Heilig Hart) ist ein belgisches Trappistenkloster in Malle (Belgien), Provinz Antwerpen, Region Kempen.

## Geschichte

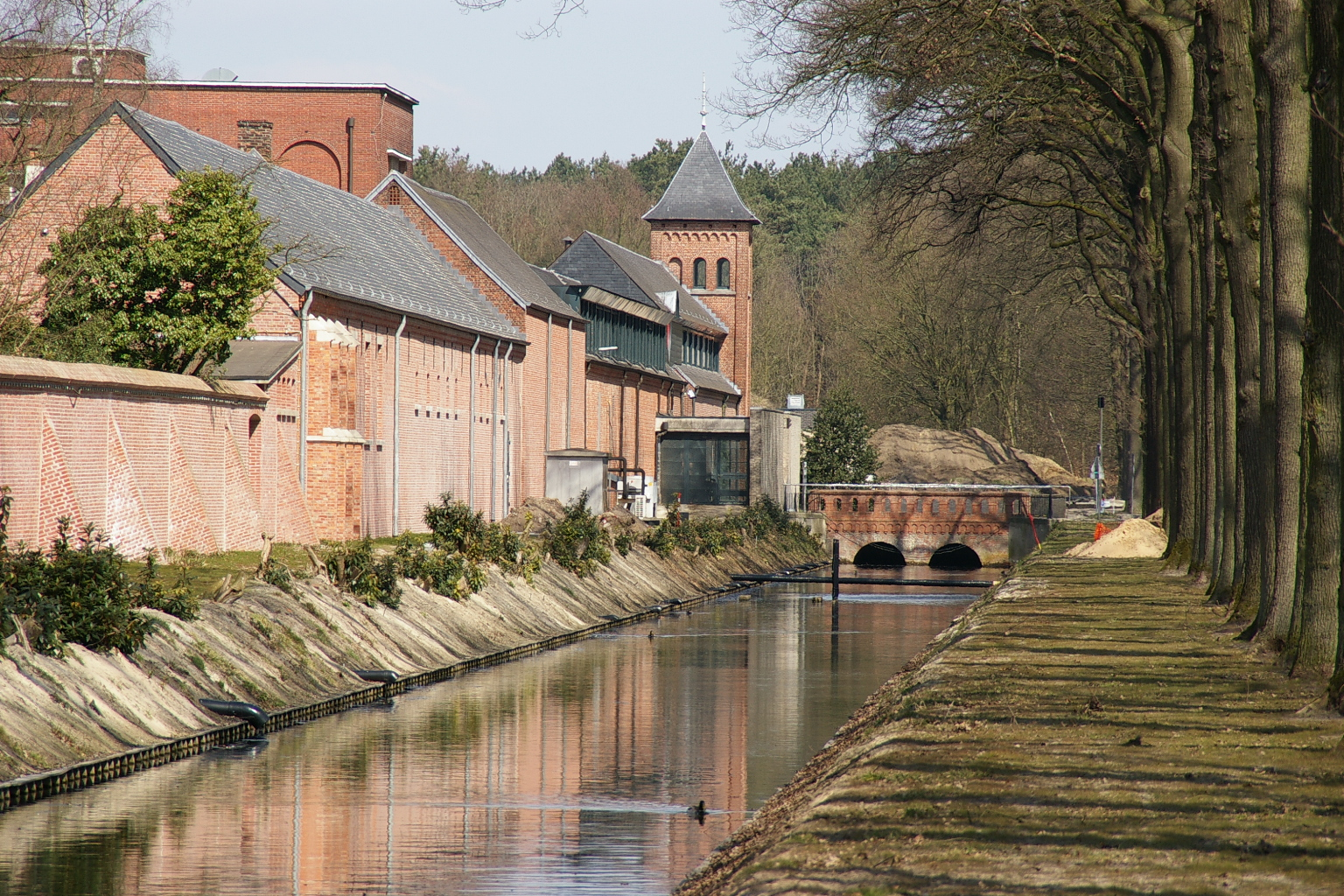
Abtei Westmalle

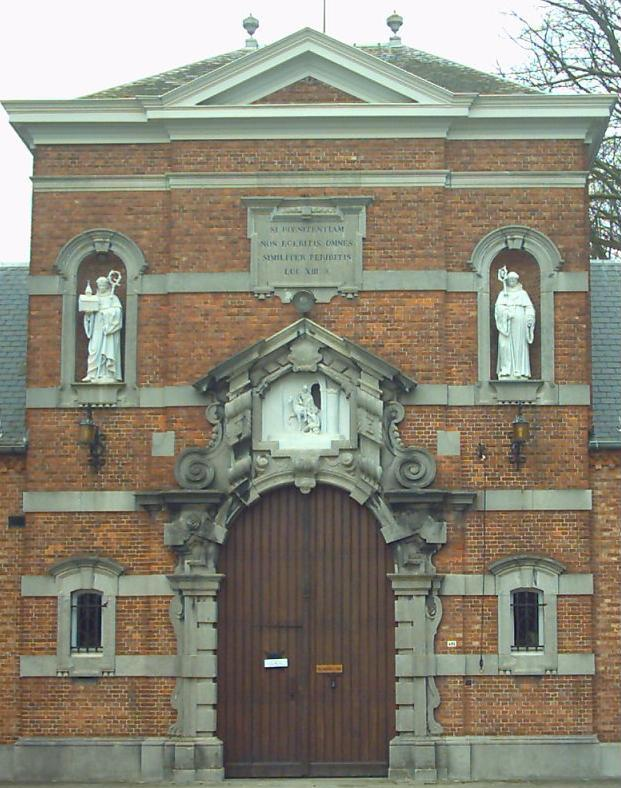
Portal der Abtei

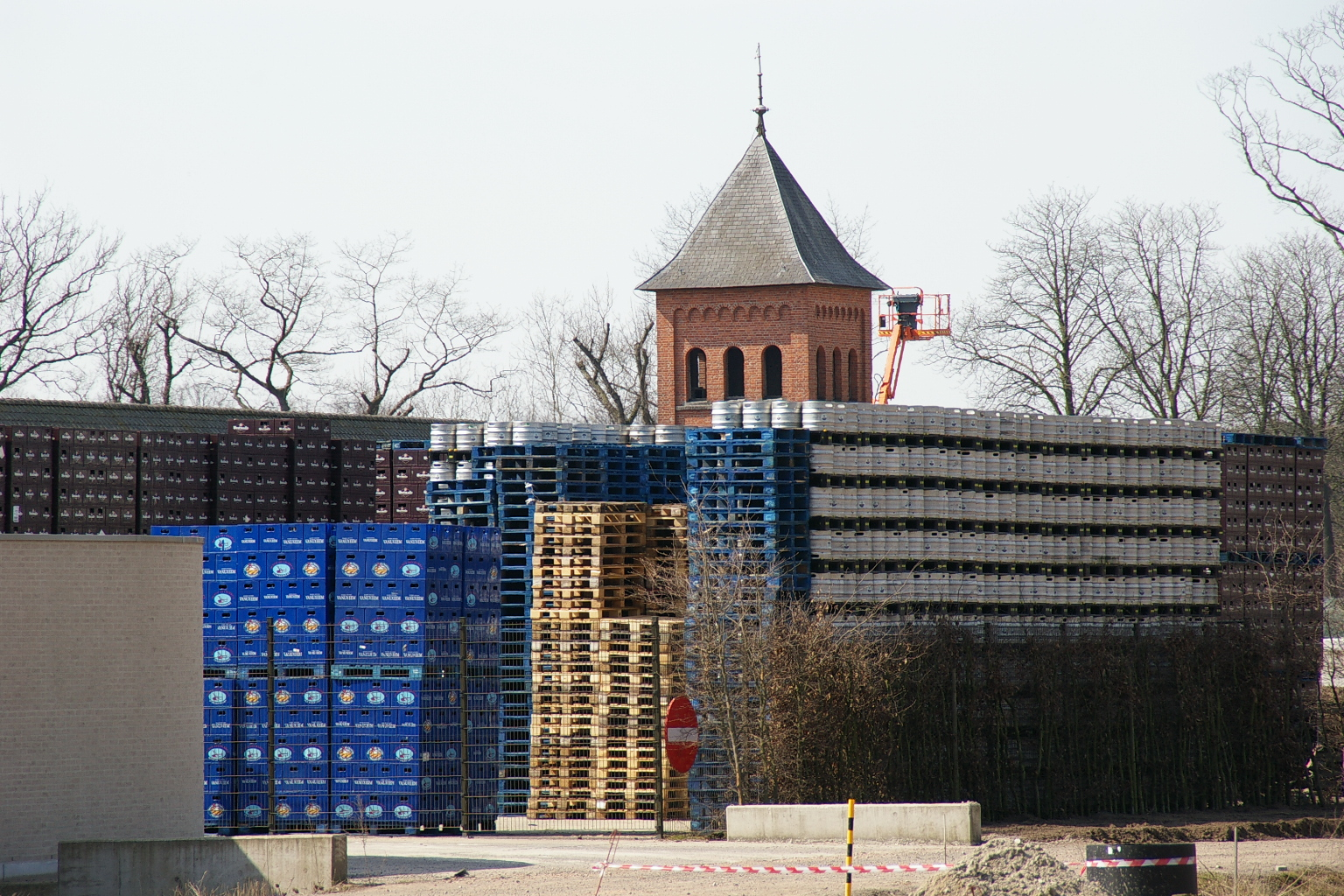
Klosterbrauerei

Der Antwerpener Bischof Cornelis Franciscus de Nelis (1736–1798) konnte 1794 eine von Augustin de Lestrange auf die Reise nach Kanada geschickte Gruppe von Trappisten aus dem Schweizer Kloster Kartause La Valsainte bewegen, sich mit Zustimmung ihres Oberen in Westmalle anzusiedeln (feierlicher Einzug am 6. Juni). Prior war Arsène Durand, Subprior Eugène de Laprade. Am 24. Juli flohen sie vor der vorrückenden Französischen Revolution und siedelten sich in Kloster Darfeld-Rosenthal in Westfalen an. 1802 kehrten 23 Darfelder Mönche nach Westmalle zurück. Von 1811 bis 1814 mussten sie wegen der von Napoleon verfügten Auflösung des Ordens in der Umgebung des Klosters untertauchen. 1836 wurde das Priorat in den Rang einer Abtei erhoben. Seitdem verbindet sich mit der Abtei auch ein von den Mönchen unter dem Namen Westmalle hergestelltes Trappistenbier.

### Gründungen

#### Trappistenklöster
- Trappistenabtei Achel (1838 in Meersel-Dreef, Hoogstraten; ab 1844 in Hamont-Achel)
- Abtei Ulingsheide in Tegelen (1884, Abtei 1933)
- Notre-Dame de St-Joseph in Bamania bei Mbandaka, Demokratische Republik Kongo (1894–1925)[1]

#### Trappistinnenkloster
- Trappistinnenabtei Nazareth in Brecht (Belgien) (1950, besiedelt mit Nonnen aus der Trappistinnenabtei Soleilmont)

### Prioren und Äbte

#### Prioren
- Arsenius Durand (1794–1795)
- Eugenius Bonhomme de Laprade (1795)
- Maurus Mori (1802–1810)
- Alexius Van Kerckhove (1810–1826)
- Martinus Dom (1826–1836)

#### Äbte
- Martinus Dom (1836–1872)
- Benedictus Wuyts (1872–1896)
- Ferdinandus Broechoven (1896–1911)
- Herman-Joseph Smets (1911–1929, dann bis 1943 Generalabt der Trappisten)
- Tarcisius van der Kamp (1929–1939)
- Robertus Eyckmans (1940–1956)
- Eduardus Wellens (1956–1967)
- Déodat De Wilde (1967–1975)
- Bartholomeus de Strijcker (1975–1987)
- Ivo  Dujardin (1987–2004)
- Nathanaël Koninkx (2005–)